# Hope (Lied)
Hope (englisch für Hoffnung) ist ein englischsprachiger Popsong vom estnischen Sänger Stefan Airapetjan. Er schrieb ihn zusammen mit Karl-Ander Reismann. Mit dem Titel vertrat er Estland beim Eurovision Song Contest 2022 in Turin.

## Hintergrund
Airapetjan nahm bereits mehrmals an der Show Eesti Laul teil, die als estnische Vorentscheidung zum Eurovision Song Contest gilt. Ende November 2021 wurde bekanntgegeben, dass Airapetjan am dritten Halbfinale von Eesti Laul 2022 teilnehmen werde. Er konnte sich am 4. Dezember für das Halbfinale qualifizieren. Dieses wiederum fand am 5. Februar 2022 statt, wobei sich der Sänger erfolgreich für das Finale qualifizierte. Diese Show fand am 12. Februar statt. Airapetjan wurde in der ersten Abstimmungsrunde in das sogenannte Superfinale gewählt, das er mit 62 % der Stimmen für sich entscheiden konnte.
Hope wurde getextet von Airapetjan. Gemeinsam mit Karl-Ander Reismann komponierte und produzierte er das Lied. Das Mastering erfolgte durch Vallo Kikas.

## Inhaltliches
Airapetjan habe sich beim Schreiben des Titels von verschiedenen Geschehnissen auf der Welt inspirieren lassen, wie etwa die COVID-19-Pandemie, Black Lives Matter und den Bergkarabachkonflikt. Es gehe im Titel darum, jene Hoffnung zu finden und nicht aufzugeben. Es sei alles möglich, solange man sie nicht verliere.

## Veröffentlichung
Der Titel wurde im Rahmen des Eesti Laul am 5. Dezember 2021 veröffentlicht.

## Beim Eurovision Song Contest
Estland wurde ein Platz in der zweiten Hälfte des zweiten Halbfinales des Eurovision Song Contests 2022 zugelost, das am 12. Mai stattfand. Am 29. März wurde bekanntgegeben, dass das Land die Startnummer 12 erhalten hat. Das Land konnte sich erfolgreich für das Finale qualifizieren und erhielt die Startnummer 25, womit Airapetjan das Finale als letzter Teilnehmer beendete. Im Finale am 14. Mai erreichte Estland mit insgesamt 141 Punkten den 13. Platz.